# Pachycephala occidentalis
A Pachycephala occidentalis a madarak osztályának verébalakúak (Passeriformes) rendjébe és a légyvadászfélék (Pachycephalidae) családjába tartozó faj.

## Rendszerezése
A fajt Edward Pierson Ramsay ausztrál ornitológus írta le 1878-ban.

## Előfordulása
Ausztrália délnyugati részen honos.

## Megjelenése
Testhossza 16–19 centiméter, testtömege 19–32 gramm.

## Életmódja
Gerinctelenekkel, főleg rovarokkal és pókokkal táplálkozik, de időnként gyümölcsöt, bogyókat és magvakat is fogyaszt.

## Természetvédelmi helyzete
A Természetvédelmi Világszövetség Vörös listáján nem szerepel.